# ساپوتسکین
ساپوتسکین (به لاتین: Sapotskin) یک منطقهٔ مسکونی در بلاروس است که در منطقه گرودنو واقع شده‌است. ساپوتسکین ۳٫۷۳۶ کیلومتر مربع مساحت و ۹۷۷ نفر جمعیت دارد و ۲۰۳ متر بالاتر از سطح دریا واقع شده‌است.